# 장의수
장의수(한국 한자: 張懿洙, 1990년 1월 22일 (음력 1989년 12월 22일) ~ )는 대한민국의 남자 배우이자 남자 모델이다.

## 학력
- 서울공업고등학교 환경화공과 (졸업)
- 국제대학교 모델연기학과 (졸업)

## 출연작

### 영화
- 《악의 도시》 (2025년) - 강수 역
- 《갓길로 달리는 코뿔소》 (2022년) - 동물농장 역
- 《연애 빠진 로맨스》 (2021년) - 트레이너 역
- 《용루각2: 신들의 밤》 (2021년) - 승진 역
- 《용루각: 비정도시》 (2020년) - 승진 역
- 《더 복서》 (2017년)
- 《뷰티 인사이드》 (2015년) - 우진 106 역
- 《연평해전》 (2015년) - 김면수 상병 역

### 드라마
- 《가면의 여왕》 (2023년, 채널A) - 조용필 역
- 《나쁜 기억 지우개》 (2022년 방영예정)
- 《뉴노멀진》 (2022년 TVING)
- 《마이 스윗 디어》 (2021년, 헤븐리, 네이버시리즈온, 카카오tv 등) - 최정우 역
- 《류선비의혼례식》 (2021년, WeTV (Tencent), Line TV)
- 《오! 주인님》 (2021년, MBC) - 박건호 역
- 《메모리스트》 (2020년, TVN)
- 《키스요괴》 (2020년, 네이버TV) - 퇴마사 역
- 《미스터 하트》 (2020년, VIki)
- 《너의 시선이 머무는 곳에》 (2020년, VIki) - 강국 역
- 《사이코메트리 그녀석》 (2019년, tvN) - 이승용 역
- 《배드파파》 (2018년, MBC) - 상철 역

### 연극
- 《더 가이즈》(2017년)

### 예능
- 《인생술집》(2017-2018, tvN)